# Чипин
Чипи́н (кит. упр. 茌平, пиньинь Chípíng, буквально: «ровная местность у горы Чишань») — городской уезд городского округа Ляочэн провинции Шаньдун (КНР).

## История
Впервые уезд был образован ещё при империи Цинь. Во времена диктатуры Ван Мана он был переименован в Гунчун (功崇县), но при империи Восточная Хань уезду было возвращено прежнее название. При империи Северная Ци уезд Чипин был присоединён к уезду Ляочэн.
В начале империи Суй уезд Чипин был создан вновь, но в конце существования этой империи был вновь присоединён к уезду Ляочэн.
При империи Тан в 621 году уезд Чипин опять был выделен из уезда Ляочэн, но в 627 году был вновь к нему присоединён.
Когда в 1130 году в результате нашествия чжурчжэней ими было образовано вассальное государство Великая Ци, его правитель Лю Юй вновь выделил уезд Чипин из уезда Ляочэн.
В 1949 году уезд вошёл в состав Специального района Ляочэн (聊城专区) новообразованной провинции Пинъюань. В 1952 году провинция Пинъюань была расформирована, и Специальный район Ляочэн был передан в состав провинции Шаньдун. В 1967 году Специальный район Ляочэн был переименован в Округ Ляочэн (聊城地区).
Постановлением Госсовета КНР от 29 августа 1997 года были расформированы округ Ляочэн и городской уезд Ляочэн, а вместо них образован Городской округ Ляочэн.
Постановлением Госсовета КНР от 27 июня 2019 года уезд Чипин был преобразован в городской уезд.

## Административное деление
Городской уезд делится на 3 уличных комитета, 8 посёлков и 3 волости.